# SingStar Operación Triunfo
SingStar Operación Triunfo es un juego de karaoke del sistema PlayStation 2 publicado por Sony Computer Entertainment Europe y desarrollado por SCEE y London Studio. Esta es la 14.ª entrega en la saga SingStar para PS2, y el 2.º título exclusivo para España tras SingStar La Edad de Oro del Pop Español. Es lanzado a la vez que SingStar Vol.2 para PS3
SingStar Operación Triunfo como el juego original, es distribuido tanto solo el juego (DVD), como el juego y un par de micrófonos acompañado - uno rojo y otro azul-. SingStar es compatible con la cámara EyeToy que sirve para visualizar a los jugadores en la pantalla mientras cantan.

## El Juego
SingStar Operación Triunfo es un juego de karaoke popular en el que los jugadores cantan canciones para conseguir puntos. Los jugadores interactúan con el sistema PS2 por los micrófonos USB, mientras una canción es mostrada, junto a su video musical, en pantalla. Las letras de la canción son visualizadas durante toda la partida en la parte inferior de la pantalla. SingStar Operación Triunfo reta a los jugadores a cantar como en las canciones originales, pero con su propia voz. Se trata de cantar lo más parecido o igualmente, intentando afinar igual, para poder ganar puntos. Normalmente, son 2 los jugadores los que compiten a la vez, aunque el juego incluye otro tipo de modos para más jugadores
Esta 14.ª entrega de SingStar reúne a los participantes que lograron el éxito en galas de todas las ediciones del famoso talent show y programa de televisión Operación Triunfo. El conjunto son 25 canciones y se tratan de las grabaciones originales de los concursantes durante las galas. Hay que mencionar también, que 9 canciones de la lista, ya han sido incluidas en otros discos SingStar interpretadas por el cantante original.
SingStar Operación Triunfo, como todo el resto de juegos de SingStar, excepto la primera entrega, mide el tono de un jugador y no lo compara con la voz original, esto quiere decir, que se puede cantar en cualquier octava más alta o más baja y aun así se pueden conseguir puntos. Esto está preparado para aquellos jugadores que no son capaces de cantar en un registro tan alto o tan bajo como la grabación original. Además, SingStar Operación Triunfo incluye nuevos filtros de voz que pueden ser usados en el modo Playback para distorsionar o realzar la voz grabada durante la canción.
En SingStar se puede jugar a 3 niveles distintos de dificultad -fácil, medio y difícil-. Cuanto más alto es el nivel del juego, menos podremos desafinar del tono original.
Esta versión de SingStar permite cambiar el disco de SingStar que hay dentro de la consola al principio (Al que nos referiremos como Disco Maestro), para cambiar las canciones sin la necesidad de reiniciar tu consola. Cuando hemos cambiado el disco, la interfaz de juego, la funcionalidad y la apariencia siguen permaneciendo del Disco Maestro. Esto es bastante útil con la primera versión de SingStar, que tiene varios fallos además de carecer de la capacidad de cantar en una octava menor o mayor del registro original; esto significa que hay que cantar idéntico al cantante original, con lo que es mucho más difícil. 

### Modos de Juego
- Cantar Solo - Modo para que un solo jugador cante
- Dueto - Dueto para 2 jugadores, en el que al final de la canción, sumarán sus puntuaciones.
- Batalla - Modo para 2 jugadores en el que competirán por la mejor canción. A veces también con algunas canciones en dueto, solo que sin sumar sus puntuaciones.
- Pasa el Micro - Modo multijugador especial para fiestas.

## SingStar Operación TriunfoLista de canciones

### Lista Española
Es la primera vez que en un disco solo se incluyen 25 canciones en lugar de las 30 o 20 de otros discos a las que se nos tiene acostumbrados. Hay que tener en cuenta la cantidad de duetos que ofrece este disco, frente a que parte de las canciones ya han sido incluidas en algún otro título SingStar. 
| Artista                           | Canción                            | Observaciones                  | Edición                   | Interpretando a...                |
| --------------------------------- | ---------------------------------- | ------------------------------ | ------------------------- | --------------------------------- |
| SingStar Operación Triunfo        |                                    |                                |                           |                                   |
| Academia Operación Triunfo I      | "Mi Música Es Tu Voz"              |                                | OT 1                      |                                   |
| Alejandro Parreño y Beth          | "En El Medio Del Camino"           | Dueto: Alejandro / Beth        | OT 2                      | Guaraná                           |
| Beth y Joan Tena                  | "Sin Miedo A Nada"                 | Dueto: Beth / Joan             | OT 2                      | Álex Ubago con Amaia Montero      |
| Beth                              | "Dime"                             |                                | OT 2                      |                                   |
| Chenoa y Geno                     | "Otro Amor Vendrá"                 | Dueto: Chenoa / Geno           | OT 1                      | Lara Fabian                       |
| Chenoa, Gisela y Verónica         | "Lady Marmalade"                   | Dueto: Cantante 1 / Cantante 2 | OT 1                      | Labelle                           |
| Chenoa y Rosa                     | "Sueña"                            | Dueto: Chenoa / Rosa           | OT 1                      | Luis Miguel                       |
| Cristina Esteban y Jorge González | "Déjame Verte"                     | Dueto: Jorge / Cristina        | OT 5                      | Raquel del Rosario y Diego Martín |
| David Bisbal                      | "Corazón Latino"                   |                                | OT 1                      |                                   |
| David Bisbal y Elena Gadel        | "Miénteme"                         | Dueto: David / Elena           | OT 1 (David) OT 2 (Elena) | Olga Tañon                        |
| David Bisbal y Manu Tenorio       | "Lucía"                            | Dueto: David / Manu            | OT 1                      | Joan Manuel Serrat                |
| David Bisbal y Rosa               | "Vivir Lo Nuestro"                 | Dueto: David / Rosa            | OT 1                      | Marc Anthony                      |
| Edurne                            | "Lo Haré Por Ti"                   |                                | OT 4                      | Paulina Rubio                     |
| Edurne                            | "These Boots Are Made For Walkin’" |                                | OT 4                      | Nancy Sinatra                     |
| Edurne y Sandra                   | "Nunca Volverá"                    | Dueto: Edurne / Sandra         | OT 4                      | El sueño de Morfeo                |
| Hugo y Manuel Carrasco            | "Entra En Mi Vida"                 | Dueto: Hugo / Manuel           | OT 2                      | Sin Bandera                       |
| Idaira y Víctor                   | "El Universo Sobre Mí"             | Dueto: Idaira / Victor         | OT 4                      | Amaral                            |
| Jesús de Manuel y Víctor          | "Sabor de amor"                    | Dueto: Jesús / Víctor          | OT 4                      | Danza Invisible                   |
| Leo                               | "Besos"                            |                                | OT 5                      | El Canto del Loco                 |
| Lorena                            | "Land Of 1000 Dances"              |                                | OT 5                      | Wilson Pickett                    |
| Manu Tenorio y Nuria Fergó        | "Noches de Bohemia"                | Dueto: Manu / Nuria            | OT 1                      | Navajita Plateá                   |
| Mercedes y Xavier                 | "No Me Crees"                      | Dueto: Mercedes / Xavier       | OT 5                      | Efecto Mariposa con Javier Ojeda  |
| Rosa                              | "Something"                        |                                | OT 1                      | The Beatles                       |
| Rosa                              | "Europe’s Living a Celebration"    |                                | OT 1                      |                                   |
| Soraya Arnelas                    | "I Am What I Am"                   |                                | OT 4                      | Gloria Gaynor                     |

Dueto: Cantante 1 / Cantante 2: La canción es un dueto predefinido no cooperativo. Cada jugador será uno de los cantantes que participa en ella. Puedes elegir y cambiar que micro será cada cantante.

### Canciones originales ya incluidas en SingStar
- Beth y Joan Tena - "Sin Miedo a Nada" en SingStar Party.
- Cristina Esteban y Jorge González - "Déjame Verte" en SingStar Pop Hits 40 Principales.
- Edurne y Sandra Polop - "Nunca Volverá" en SingStar Pop Hits 40 Principales.
- Idaira y Víctor - "El Universo Sobre Mí" en SingStar Pop.
- Jesús de Manuel y Víctor - "Sabor de Amor" en SingStar La Edad de Oro del Pop Español.
- Leo - "Besos" en SingStar Rocks!
- Manu Tenorio y Nuria Fergó - "Noches de Bohemia" en SingStar Pop.
- Mercedes y Xavier - "No Me Crees" en SingStar Pop Hits 40 Principales.